# Tymowa (województwo dolnośląskie)
Tymowa (niem. Thiemendorf) – wieś w Polsce położona w województwie dolnośląskim, w powiecie lubińskim, w gminie Ścinawa. W latach 1975–1998 miejscowość położona była w województwie legnickim. Według Narodowego Spisu Powszechnego (III 2011 r.) liczyła 833 mieszkańców. Jest największą miejscowością gminy Ścinawa.

## Zabytki
Do wojewódzkiego rejestru zabytków wpisane są:
- kościół rzymskokatolicki parafialny pw. Matki Boskiej Bolesnej, szachulcowy, z lat 1709–1745 XVIII wieku
- cmentarz przy kościele, obecnie parafialny
- kościół pomocniczy pw. Matki Bożej Królowej, wcześniej Najświętszej Marii Panny, z pierwszej połowy XIV w., 1500 r., 1968 r.; detale i układ wskazują na XIII wiek
- cmentarz przykościelny.

Inne zabytki:
- dwa stare kamienne krzyże o nieznanym wieku i przyczynie fundacji, przy drodze do Ścinawy. Krzyże określane są często jako tzw. krzyże pokutne co nie ma podstaw w żadnych dowodach ani badaniach, a jest oparte jedynie na nieuprawnionym założeniu, że wszystkie stare kamienne krzyże monolitowe, o których nic nie wiadomo, są krzyżami pokutnymi[5], chociaż w rzeczywistości powód fundacji takiego krzyża może być różnoraki, tak jak każdego innego krzyża. Niestety hipoteza ta stała się na tyle popularna, że zaczęła być odbierana jako fakt i pojawiać się w lokalnych opracowaniach, informatorach czy przewodnikach jako faktyczna informacja, bez uprzedzenia, że jest to co najwyżej luźny domysł bez żadnych bezpośrednich dowodów,
- dwór z 1911 roku.